# Lisbon (Connecticut)
Lisbon ist eine Town im New London County des Bundesstaates Connecticut in den Vereinigten Staaten mit 4338 Einwohnern. Die Gemeinde ist nach der portugiesischen Hauptstadt Lissabon benannt.

## Geographie

### Geographische Lage
Lisbon wird eingerahmt vom Quinebaug River und dem Shetucket River und liegt damit ungefähr 25 Kilometer nördlich von New London, der Hauptstadt des gleichnamigen Countys.

### Nachbargemeinden
| Sprague | Canterbury (Windham County)                 | Canterbury (Windham County) |
| Norwich | Kompassrose, die auf Nachbargemeinden zeigt | Griswold                    |
| Norwich | Preston                                     | Preston                     |

## Einwohnerentwicklung
| Jahr      | 1820 | 1850 | 1860 | 1870 | 1880 | 1890 | 1900 | 1910 | 1920 |
| --------- | ---- | ---- | ---- | ---- | ---- | ---- | ---- | ---- | ---- |
| Einwohner | 1159 | 938  | 1262 | 502  | 630  | 548  | 697  | 824  | 867  |
|           |      |      |      |      |      |      |      |      |      |
| Jahr      | 1930 | 1940 | 1950 | 1960 | 1970 | 1980 | 1990 | 2000 | 2010 |
| Einwohner | 1097 | 1131 | 1282 | 2019 | 2808 | 3279 | 3790 | 4069 | 4338 |

## Kultur und Sehenswürdigkeiten
Bauwerke
- Andrew-Clark-Haus, historisches Gebäude aus dem Jahr 1740 (⊙)
- Anshei-Israel-Synagoge, 1936 erbautes Gebäude der jüdischen Gemeinschaft (⊙)
- John-Palmer-Haus, historisches Gebäude aus dem Jahr 1790 (⊙)
- Lathrop-Mathewson-Ross-Haus, historisches Gebäude aus dem Jahr 1761 (⊙)

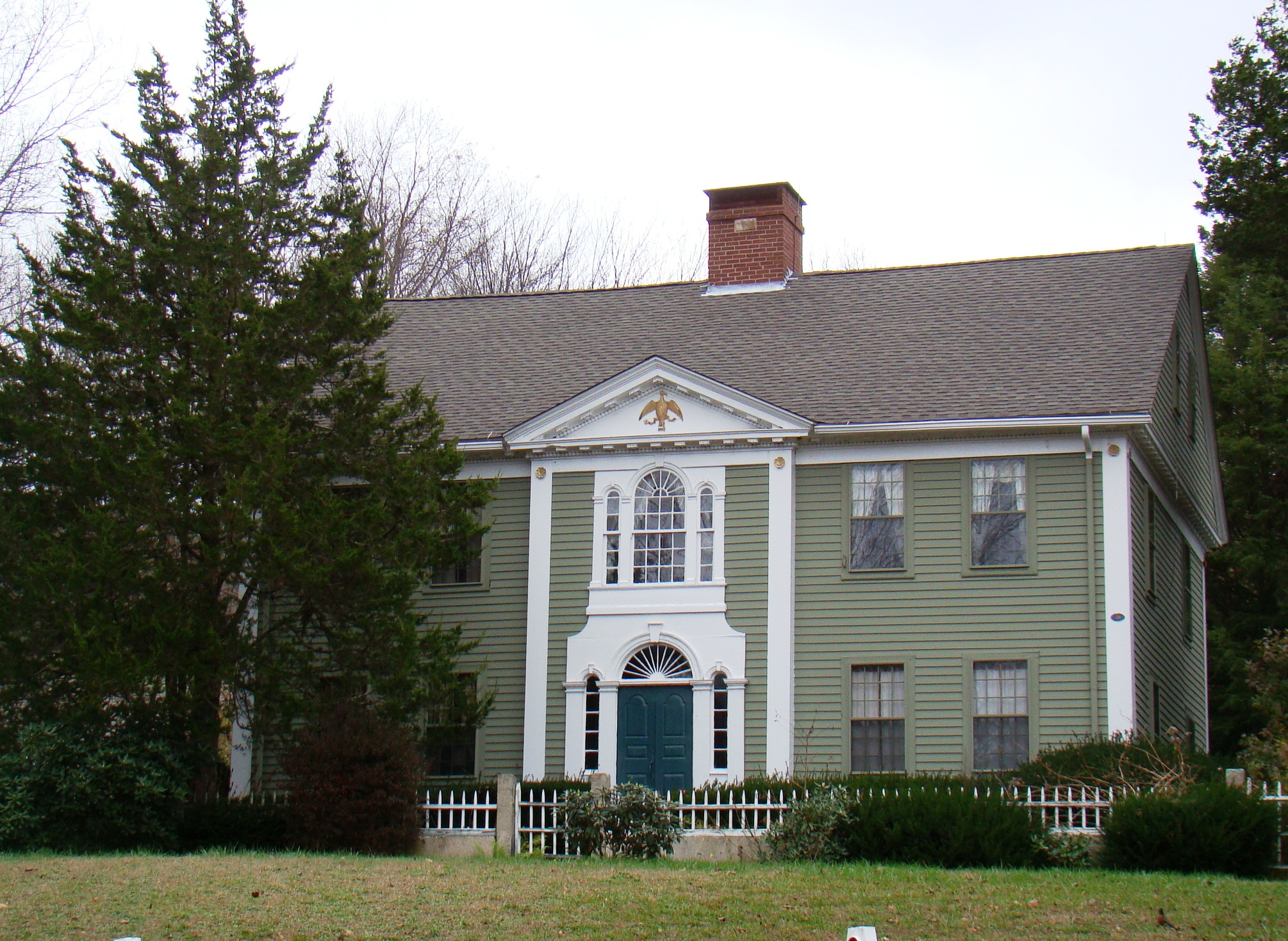
Andrew-Clark-Haus
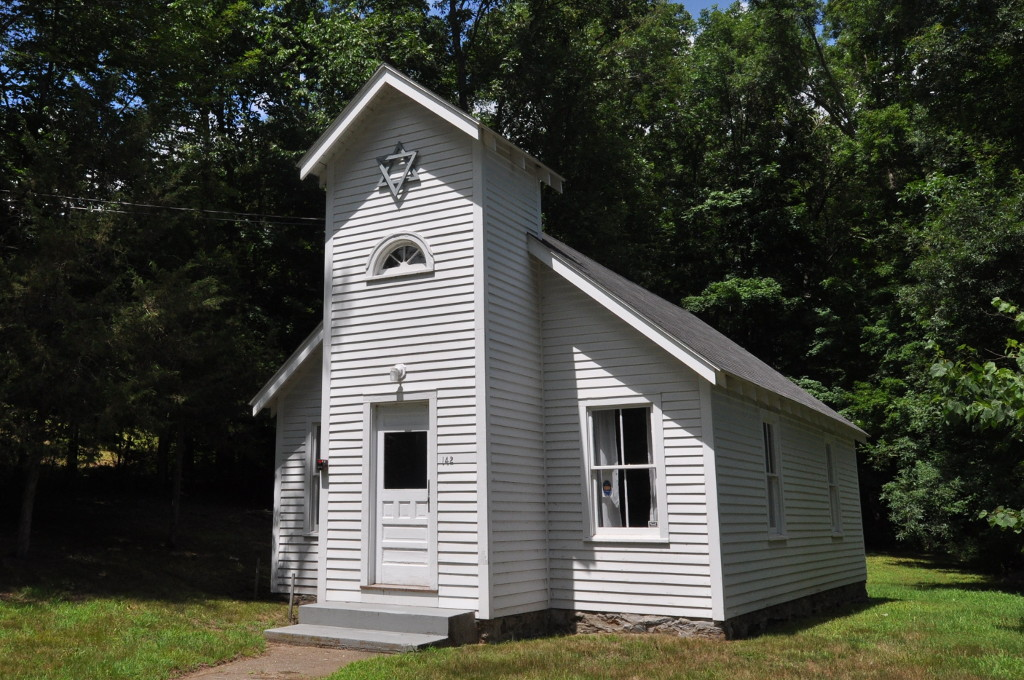
Anshei-Israel-Synagoge
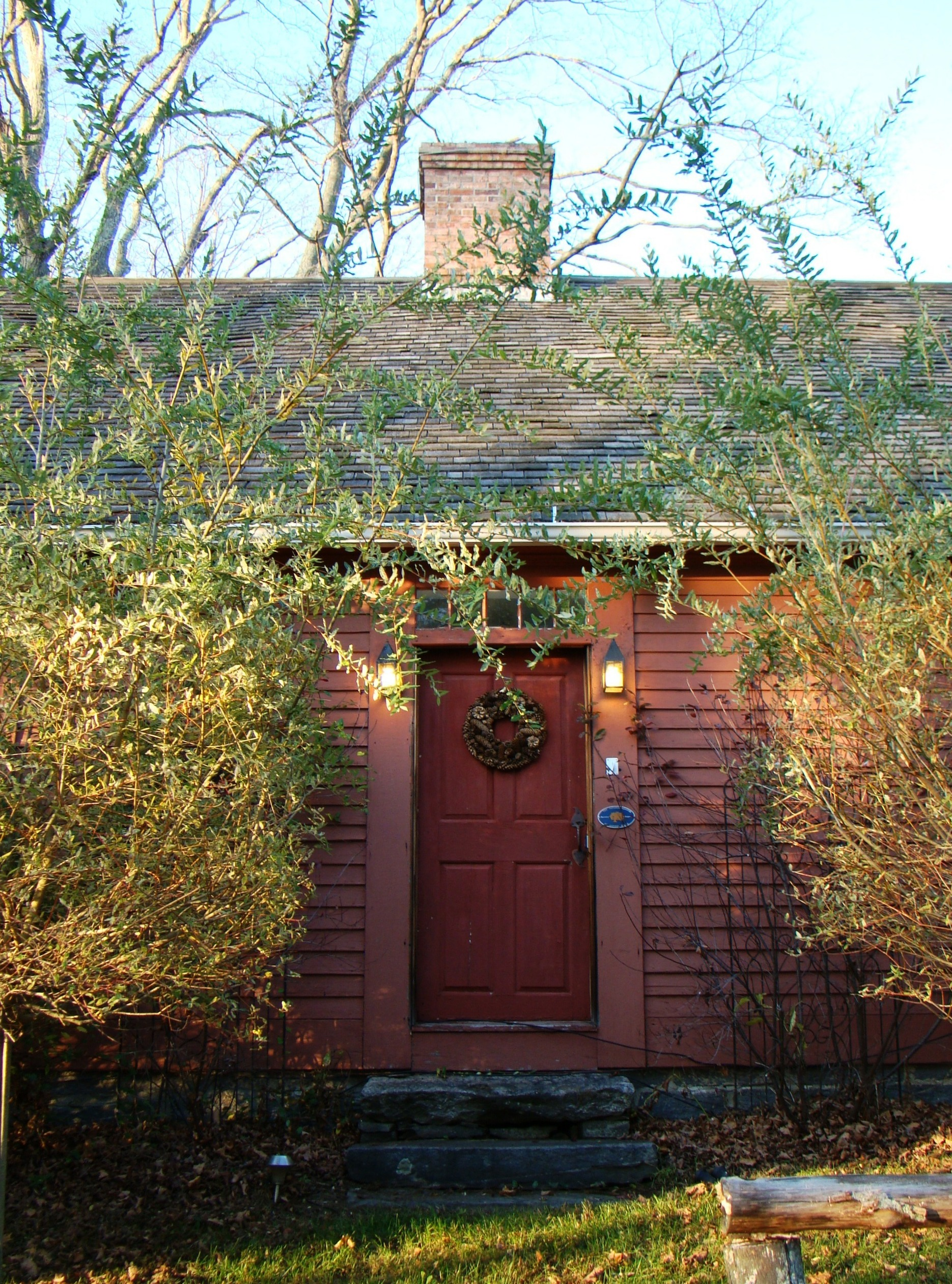
John-Palmer-Haus
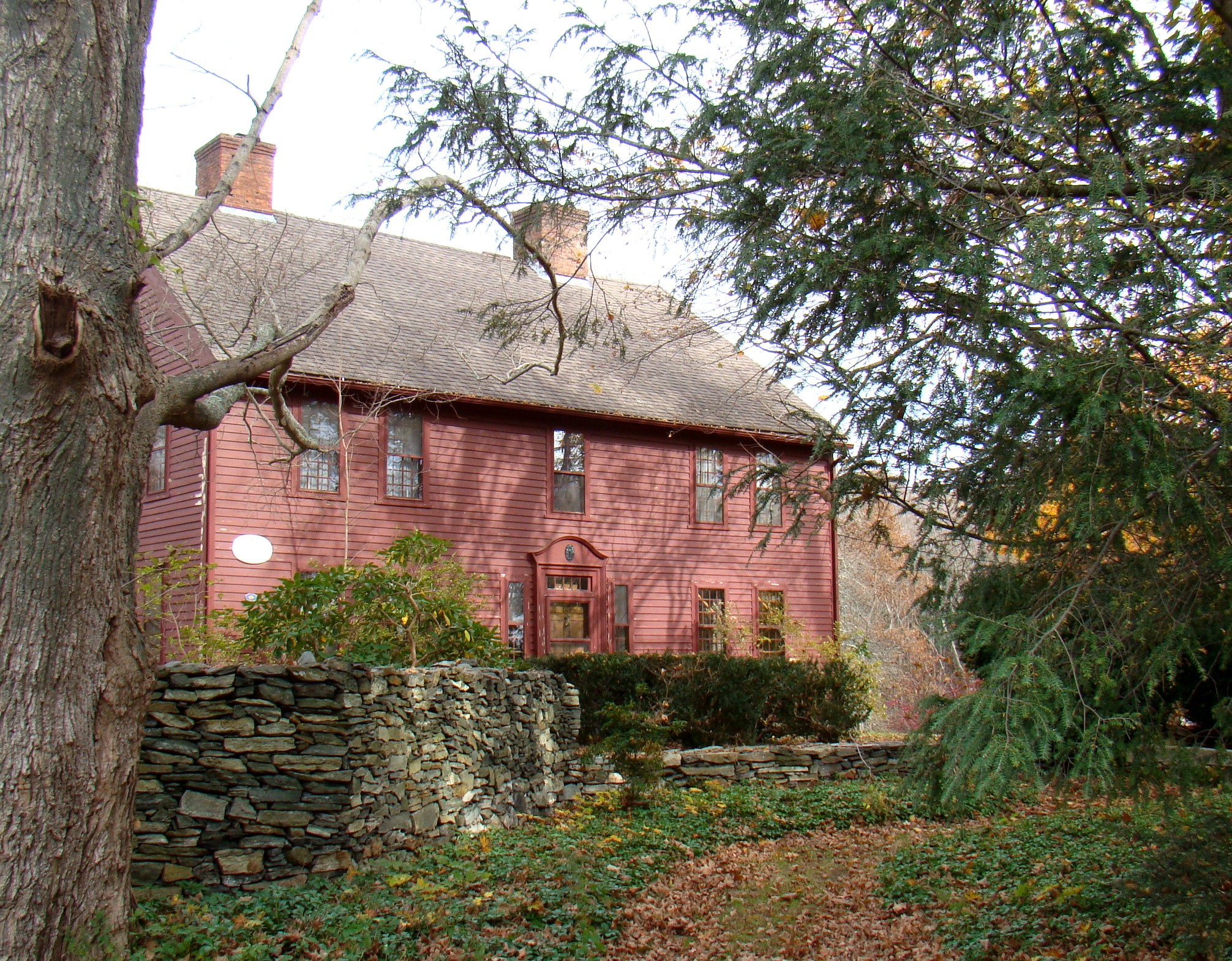
Lathrop-Mathewson-Ross-Haus

## Söhne und Töchter der Stadt
- Elias Perkins (1767–1845), Politiker
- Jeannine Phillips (* 1984), Miss Connecticut USA